# Ulica Białostocka w Giżycku
Ulica Białostocka – jedna z głównych ulic w Giżycku, prowadząca od centrum ku południowo-wschodniemu krańcowi miasta, w stronę Orzysza.
Do 1945 ulica nosiła nazwę Aryser Allee (Aleja Orzyska), a wcześniej także Aryser Chausse (Szosa Orzyska). Nazwy te wynikały stąd, że trakt ten prowadził w kierunku Orzysza (niem. Arys).

## Ważniejsze obiekty
- Cerkiew greckokatolicka Trójcy Przenajświętszej (nr 1)
- KP Państwowej Straży Pożarnej (nr 2)
- dom szachulcowy z ok. 1920;  A-933 z 26.10.1992 (nr 13)
- Okręgowa Spółdzielnia Mleczarska w Giżycku (nr 25)
- Stacja paliw Lotos (nr 43)